# Де Сото (Џорџија)
Де Сото (Џорџија) (енгл. De Soto) град је у америчкој савезној држави Џорџија. По попису становништва из 2010. у њему је живело 195 становника.

## Демографија
Према попису становништва из 2010. у граду је живело 195 становника, што је 19 (8,9%) становника мање него 2000. године.
| Група             | 2000.       | 2010.       |
| Белци             | 68 (31,8%)  | 54 (27,7%)  |
| Афроамериканци    | 141 (65,9%) | 131 (67,2%) |
| Азијати           | 0 (0,0%)    | 4 (2,1%)    |
| Хиспаноамериканци | 4 (1,9%)    | 7 (3,6%)    |
| Укупно            | 214         | 195         |